# Dukla (gmina)
Dukla (do 1954 m. Dukla + gminy: Nadole i Tylawa) – gmina miejsko-wiejska w województwie podkarpackim, w powiecie krośnieńskim. W latach 1975–1998 gmina położona była w województwie krośnieńskim. Siedzibą gminy jest Dukla.
Według danych z 31 grudnia 2020 gminę zamieszkiwało 14 388 osób.
1 stycznia 2010 z gminy Dukla wydzielono gminę Jaśliska, obejmującą miejscowości Czeremcha, Daliowa, Jaśliska, Lipowiec, Posada Jaśliska, Szklary, Wola Niżna i Wola Wyżna.

## Struktura powierzchni
Według danych z roku 2002 gmina Dukla ma obszar 332,5 km², w tym:
- użytki rolne: 41%
- użytki leśne: 52%

Gmina stanowi 36,05% powierzchni powiatu.

## Demografia
Dane z 31.12.2023 roku.
| Opis                              | Ogółem | Ogółem | Kobiety | Kobiety | Mężczyźni | Mężczyźni |
| --------------------------------- | ------ | ------ | ------- | ------- | --------- | --------- |
| jednostka                         | osób   | %      | osób    | %       | osób      | %         |
| populacja                         | 14 060 | 100    | 7 144   | 50,81   | 6 916     | 49,19     |
| gęstość zaludnienia (mieszk./km²) | 60,34  | 60,34  | 32      | 32      | 31        | 31        |

Piramida wieku mieszkańców gminy Dukla w 2019 roku
Wykres kołowy przedstawiający procentowy skład etniczny w gminie Dukla na podstawie spisu powszechnego z 2021 roku:
Tabela przedstawiająca skład etniczny gminy Dukla:
| Narodowość  | Liczba osób | Procent |
| ----------- | ----------- | ------- |
| polska      | 14036       | 99,55%  |
| łemkowska   | 63          | 0,45%   |
| angielska   | 29          | 0,21%   |
| amerykańska | 19          | 0,13%   |
| niemiecka   | 13          | 0,09%   |
| włoska      | 12          | 0,09%   |
| nieustalona | 2           | 0,01%   |
| Suma        | 14099       | 100%    |

W 2021 roku w gminie Dukla mieszkało 198 (1,4%) osób z inną narodowością niż polska.

## Sołectwa
Barwinek, Cergowa, Chyrowa, Głojsce, Iwla, Jasionka, Lipowica, Łęki Dukielskie, Mszana, Myszkowskie, Nadole, Nowa Wieś, Olchowiec, Równe, Teodorówka, Trzciana, Tylawa, Wietrzno, Zawadka Rymanowska, Zboiska, Zyndranowa
Miejscowości niesołeckie
Granica, Kamionka, Ropianka, Smereczne, Wilsznia

## Sąsiednie gminy
Chorkówka, Iwonicz-Zdrój, Jaśliska, Krempna, Miejsce Piastowe, Nowy Żmigród, Rymanów.
Gmina na południu sąsiaduje ze Słowacją.